# 水越毅郎
水越毅郎（2001年8月—）是日本日本電視台的男性播報員、主持人。

## 經歷
日本東京都世田谷區出身，處女座，身高172公分。家庭成員除父母外還有姊姊和弟弟。
高校就讀於法政大學第二高等學校，大學就讀於法政大學社會學部媒體社會學科，2024年畢業後加入日本電視台，同期入社的主播還有瀧口麻衣和並木雲楓。是漫畫作品名偵探柯南的粉絲，其系列漫畫、動畫和電影所有作品全部都看過。小學二年級時受姊姊的影響而開始看動畫，成為了其日後喜歡名偵探柯南的原因。最喜歡的食物之一是餃子，每次就職活動面試的前晚都會弄餃子吃，餃子餡會經常嘗試不同材料的配搭。喜歡看電視，大學時期在家上網課期間每日觀看日本電視台的午間資訊綜藝《已是午間了!》，「想與全國民眾分享大量資訊」，是其立志希望成為播報員的契機。
高校時期曾因憧憬名偵探柯南內毛利蘭的角色而加入空手部，2019年曾在第29回東京六大學空手道大會中於高校男子組別獲選為優秀選手。因看了千奇百趣大挑戰的登山企劃，大學時期加入了登山部，擔任該登山部主將，曾在夏天在背負約四十公斤裝備下用一日零八小時攀越北阿爾卑斯山（劍岳至槍岳之間），亦曾於冬天極寒的雪山中，在溫度只得零下攝氏二十度的情況下在帳篷內生活一週。在大學加入校內的「自主大眾媒體講座」（「自主マスコミ講座」，法政大學供日後有志投身大眾媒體的學生所參與的組織）為第35期生，2022年大學二年級時亦曾為學校舉辦的2021年度「總長杯第6回英語推介大會」（「総長杯 第6回英語プレゼンテーション大会」）擔任主持人。除此之外，於大學時期也曾當過學童保育的兼職。
2024年4月1日加入日本電視台，於同日的電視台入社式中，作為新加入公司員工的全體代表上台發言。台上的發言於電視台4月24日播映的綜藝節目《1億人的大質問!?忍氣吞笑!》的新人播報員貼身追蹤企劃中播出，發言的內容受到部分觀眾好評。
加入電視台後隨即於幕後與另外兩位新人播報員一同接受公司安排的課程與實習，累積經驗為之後正式亮相作準備，當中包括到國立競技場採訪報道關東學生陸上競技對校選手權大會、到東京巨蛋進行日本職棒比賽旁述的模擬訓練等等。2024年6月，正式被分配到播報員部門，並於同月3日正式於當日的晨間節目《ZIP!》和《DayDay.》初次與觀眾見面。7月24日，首次亮相電視台的二十四小時新聞頻道NTV NEWS24報道新聞。8月30日起，不定期於週五深夜資訊節目《夜BAGUETTE》出演，介紹與電視台有關的娛樂藝能資訊。8月31日、9月1日，負責《24小時電視 「愛心救地球」》在日產體育場舉辦的慈善活動主持。9月21日亮相日本廣播電台由一眾電視台播報員所主持的電台節目《日視主播・The・World!》（「日テレアナ・ザ・ワールド!」），翌年4月起開始擔任該節目的幕後「天之聲」。
2024年10月2日起，擔任晨間節目《ZIP!》週三的現場主播。10月26日，出演BUZZ RHYTHM 02其中一個環節，採訪BALLISTIK BOYZ成員平日使用的健身室。2024年12月28日至2025年1月13日間，於第103屆全國高等學校足球錦標賽中擔任報道員。2025年3月29日起，擔任週六《Going!Sports&News》的男助理主持人。2025年3月31日起，《ZIP!》節目內改任週一至週三的現場主播。

## 出演節目

### 現在出演節目
- ZIP!（2024年6月3日[17]、2024年10月2日 - [12]）（週一至週三）
- NTV NEWS24（2024年7月24日 - ）
- 夜BAGUETTE（2024年8月30日 - [9]）（不定期）
- 笑點副音聲解說（2024年10月6日 - [18]）（不定期）
- 日視主播・The・World!「天之聲」（2025年3月29日 - [11]）（週六）
- Going!Sports&News（日语：Going!Sports&News）（2025年3月29日 - [15]）（週六）

### 過去出演節目
- 1億人的大質問!?忍氣吞笑!（2024年4月3日[1]・24日[8]、6月12日[19]、7月3日[20]）
- DayDay.（2024年6月3日[17]）
- BUZZ RHYTHM 02（2024年10月26日[13]）
- 第103屆全國高等學校足球錦標賽（2024年12月28日 - 2025年1月13日[14]）
- （2025年1月18日[21]）
- KOSUKE KITAJIMA CUP 2025（2025年1月25日・26日[22]）
- NEXT GENERATION MATCH 2025（2025年2月8日[23]）

## 外部連結
- 水越毅郎 官網資料（日語）
- 水越毅郎的Instagram帳戶